# Hudlass
Hudlass war eine britische Automobilmarke, die von etwa 1900–1902 von den Phoenix Motor Works in Southport (Lancashire) hergestellt wurde.
Es gab unterschiedliche Modelle mit Front- und Heckmotoren, von denen genaue Daten allerdings nicht bekannt sind. Es wurden zwar nur wenige Exemplare gefertigt, aber die Marke war in Lancashire recht beliebt und bekannt wegen ihrer zuverlässigen Motoren.
1902 wurde die Fertigung des Hudlass eingestellt, aber das gleiche Modell als Phoenix herausgebracht.

## Quelle
- David Culshaw & Peter Horrobin: The Complete Catalogue of British Cars 1895–1975. Veloce Publishing plc. Dorchester (1999).  ISBN 1-874105-93-6